# Dux Britanniarum
Dux Britanniarum („Херцог/Пълководец на Британия“, на всички британски провинции) е висш офицер на късно античната войска на Запада в Британия. Службата е създадена от Диоклециан или от Константин I през късния 3 или ранния 4 век.
Известни с име Dux:
- Фулофавдес (до 367),
- Дулциций (от 367),
- Коелий или Цоел Хен (ранния 5 век)

## Функция
В Notitia Dignitatum (ND) се изброяват три висши командирски служби на армията в Британия
- Dux Britanniarum,
- Comes Britanniarum и
- Comes litoris Saxonici per Britanniam.

Dux Britanniarum е командир на войските в северния регион и на Адриановия вал. В императорския двор титлата dux е от най-високите класи на viri spectabiles.
В капител XL на Notita Dignitatum се изброяват 14-те служби в щаба на Dux Britanniarum:
- Praefectus Legionis sextae
- Praefectus Numeri directorum, Verteris
- Praefectus Numeri exploratorum, Lavatres,
- Praefectus Equitum Dalmatarum, Praesidio,
- Praefectus Equitum Crispianorum, Dano,
- Praefectus Numeri defensorum, Barboniaco,
- Praefectus Equitum catafractariorum, Morbio,
- Praefectus Numeri Solensium, Maglone,
- Praefectus Numeri barcariorum Tigrisiensium, Кастел Arbeia,
- Praefectus Numeri Pacensium, Magis,
- Praefectus Numeri Nerviorum Dictensium, Dicti,
- Praefectus Numeri Longovicanorum, Longovicio,
- Praefectus Numeri Vigilum, Concangios,
- Praefectus Numeri supervenientium Petueriensium, Deruentione.